# Patrimoni dell'umanità della Cina

I patrimoni dell'umanità della Cina sono i siti dichiarati dall'UNESCO come patrimonio dell'umanità in Cina, che è divenuta parte contraente della Convenzione sul patrimonio dell'umanità il 12 dicembre 1985.
Al 2025 i siti iscritti nella Lista dei patrimoni dell'umanità sono sessanta, e altrettante sono le candidature per nuove iscrizioni. I primi sei siti iscritti nella lista sono stati nel 1987 i Palazzi Imperiali delle dinastie Ming e Qing a Pechino, il Mausoleo del primo imperatore Qin, le Grotte di Mogao, il Sito dell'uomo di Pechino presso Zhoukoudian, la Grande muraglia e il Monte Tai, durante l'undicesima sessione del comitato del patrimonio mondiale. Gli altri siti furono aggiunti nel 1990, 1992 (tre), 1994 (quattro), 1996 (due), 1997 (tre), 1998 (due), 1999 (due), 2000 (quattro), 2001, 2003, 2004, 2005, 2006 (due), 2007 (due), 2008 (due), 2009, 2010 (due), 2011, 2012 (due), 2013 (due), 2014 (due), 2015, 2016 (due), 2017 (due), 2018, 2019 (due), 2021, 2023, 2024 (due) e 2025. Quarantuno siti sono considerati culturali, secondo i criteri di selezione, quindici naturali e quattro misti; uno è parte di un sito transnazionale.

## Carta geografica
Di seguito è riportata una mappa dei siti del patrimonio mondiale in Cina.
Siti numerati intorno a Pechino: 1. Grande muraglia cinese, 2. Città Proibita, 3. Zhoukoudian, 4. Palazzo d'Estate, 5. Tempio del Cielo, 6. Tombe Ming, 7. Tombe Qing orientali, 8. Tombe Qing occidentali e 9. Asse centrale di Pechino
Legenda:
- Sito del patrimonio culturale;
- Sito del patrimonio naturale;
- Sito misto

## Siti del Patrimonio mondiale
| Foto | Sito | Luogo | Tipo                                    | Anno           | Descrizione |
| ---- | --- | --- | --------------------------------------- | -------------- | --- |
|      | Monte Tai                                                                                                 | Tai'an | Misto (437; i, ii, iii, iv, v, vi, vii) | 1987           | Il sacro Taishan (shan significa "montagna") è stato oggetto di culto imperiale per quasi 2000 anni, e i capolavori artistici che vi si trovano sono in perfetta armonia con il paesaggio naturale. È sempre stata una fonte di ispirazione per artisti e studiosi cinesi e simboleggia le antiche civiltà e credenze cinesi. |
|      | Grande muraglia                                                                                           | Diverse sezioni nella Cina settentrionale | Culturale (438; i, ii, iii, iv, vi)     | 1987           | Intorno al 220 a.C., sotto Qin Shi Huang, sezioni di precedenti fortificazioni furono unite per formare un sistema di difesa unico contro le invasioni dal nord. La costruzione continuò fino alla dinastia Ming (1368–1644), quando la Grande Muraglia divenne la più grande struttura militare del mondo. La sua importanza storica e strategica è pari solo al suo significato architettonico. |
|      | Palazzi imperiali delle dinastie Ming e Qing a Pechino e Shenyang                                         | Pechino, Shenyang | Culturale (439; i, ii, iii, iv)         | 1987-2004      | Sede del potere supremo per oltre cinque secoli (1416-1911), la Città Proibita di Pechino, con i suoi giardini paesaggistici e i numerosi edifici (le cui quasi 10 000 stanze contengono mobili e opere d'arte), costituisce una testimonianza inestimabile della civiltà cinese durante il periodo delle dinastie Ming e Qing. Il Palazzo Imperiale della Dinastia Qing a Shenyang è costituito da 114 edifici costruiti tra il 1625–26 e il 1783. Contiene un'importante biblioteca e testimonia la fondazione dell'ultima dinastia che governò la Cina, prima che espandesse il suo potere al centro del paese e trasferisse la capitale a Pechino. Questo notevole edificio offre un'importante testimonianza storica della dinastia Qing e delle tradizioni culturali dei Manciù e di altre tribù nel nord della Cina. |
|      | Grotte di Mogao                                                                                           | Dunhuang | Culturale (440; i, ii, iii, iv, v, vi)  | 1987           | Situate in un punto strategico lungo la Via della seta, al crocevia del commercio e delle influenze religiose, culturali e intellettuali, le 492 celle e i santuari rupestri di Mogao sono famosi per le loro statue e dipinti murali, che abbracciano 1000 anni di arte buddhista. |
|      | Mausoleo del primo imperatore Qin                                                                         | Distretto di Lintong | Culturale (441; i, iii, iv, vi)         | 1987           | Senza dubbio rimangono ancora migliaia di statue da portare alla luce in questo sito archeologico, scoperto solo nel 1974. Qin (morto nel 210 a.C.), il primo unificatore della Cina, è sepolto, circondato dai famosi guerrieri di terracotta, al centro di un complesso pensato per rispecchiare il piano urbanistico della capitale, Xianyang. Le piccole figure sono tutte diverse, con i loro cavalli, carri e armi, sono capolavori di realismo e anche di grande interesse storico. |
|      | Sito dell'uomo di Pechino presso Zhoukoudian                                                              | Distretto di Fangshan | Culturale (449; iii, vi)                | 1987           | Il lavoro scientifico nel sito è ancora in corso. Finora ha portato alla scoperta dei resti di Sinanthropus pekinensis, che visse nel Pleistocene medio, insieme a vari oggetti, e resti di Homo sapiens sapiens risalenti al 18 000-11 000 a.C. Il sito non è solo un'eccezionale testimonianza delle società umane preistoriche del continente asiatico, ma illustra anche il processo di evoluzione dell'uomo. |
|      | Huangshan                                                                                                 | Distretto di Huangshan | Misto (547; ii, vii, x)                 | 1990           | Huangshan, conosciuta come "la montagna più bella della Cina", è stata acclamata attraverso l'arte e la letteratura durante buona parte della storia cinese (ad esempio lo stile Shan shui, "montagna e acqua", della metà del XVI secolo). Oggi esercita lo stesso fascino su visitatori, poeti, pittori e fotografi che giungono in pellegrinaggio al sito, rinomato per il suo magnifico paesaggio fatto di tante vette granitiche e rocce che emergono da un mare di nuvole. |
|      | Area di interesse storico e paesaggistico della valle di Jiuzhaigou                                       | Contea di Jiuzhaigou | Naturale (637; vii)                     | 1992           | Estesa per oltre 72 000 ettari nella parte settentrionale del Sichuan, la frastagliata valle di Jiuzhaigou raggiunge un'altitudine di oltre 4 800 m, comprendendo così una serie di diversi ecosistemi forestali. I suoi superbi paesaggi sono particolarmente interessanti per la serie di slanciate formazioni carsiche e le spettacolari cascate. Circa 140 specie di uccelli abitano nella valle, così come un certo numero di specie animali e vegetali in via di estinzione, tra cui il panda gigante e il takin del Sichuan. |
|      | Area di interesse storico e paesaggistico di Huanglong                                                    | Contea di Songpan | Naturale (638; vii)                     | 1992           | Situata nel nord-ovest del Sichuan, la valle di Huanglong è costituita da cime innevate e dal più orientale di tutti i ghiacciai cinesi. Oltre al suo paesaggio montano, si possono trovare diversi ecosistemi forestali, nonché spettacolari formazioni calcaree, cascate e sorgenti termali. L'area ha anche una popolazione di animali in via di estinzione, tra cui il panda gigante e la scimmia dai capelli dorati del Sichuan. |
|      | Area di interesse storico e paesaggistico di Wulingyuan                                                   | Distretto di Wulingyuan | Naturale (640; vii)                     | 1992           | Un'area spettacolare che si estende su oltre 26 000 ettari nello Hunan, il sito è dominato da più di 3000 stretti pilastri e picchi di arenaria, molti dei quali alti oltre 200 m. Tra le cime si trovano anfratti e gole con ruscelli, pozze e cascate, circa 40 grotte e due grandi ponti naturali. Oltre alla straordinaria bellezza del paesaggio, la regione è nota anche per il fatto che ospita numerose specie vegetali e animali in via di estinzione. |
|      | Residenza montana e i suoi templi circostanti, Chengde                                                    | Chengde | Culturale (703; ii, iv)                 | 1994           | La Residenza montana (il palazzo estivo della dinastia Qing) fu costruita tra il 1703 e il 1792. Si tratta di un vasto complesso di palazzi ed edifici amministrativi e cerimoniali. Templi di vari stili architettonici e giardini imperiali si fondono armoniosamente in un paesaggio di laghi, pascoli e foreste. Oltre al suo interesse estetico, la Residenza montana è una rara testimonianza storica dello sviluppo finale della società feudale in Cina. |
|      | Tempio e cimitero di Confucio e residenza della famiglia Kong a Qufu                                      | Qufu | Culturale (704; i, iv, vi)              | 1994           | Il tempio, il cimitero e la dimora di famiglia di Confucio, il grande filosofo, politico ed educatore del VI-V secolo a.C., si trovano a Qufu, nello Shandong. Costruito per commemorarlo nel 478 a.C., il tempio è stato distrutto e ricostruito nel corso dei secoli; oggi comprende più di 100 edifici. Il cimitero contiene la tomba di Confucio e i resti di più di 100 000 dei suoi discendenti. La piccola casa della famiglia Kong si trasformò in una gigantesca residenza aristocratica, di cui rimangono 152 edifici. Il complesso di monumenti di Qufu ha mantenuto il suo eccezionale carattere artistico e storico grazie alla devozione dei successivi imperatori cinesi per oltre 2000 anni. |
|      | Antico complesso di edifici nei monti Wudang                                                              | Danjiangkou | Culturale (705; i, ii, vi)              | 1994           | I palazzi e i templi che costituiscono il nucleo di questo gruppo di edifici secolari e religiosi esemplificano le conquiste architettoniche e artistiche delle dinastie Yuan, Ming e Qing. Situato nelle valli panoramiche e sulle pendici dei monti Wudang nel Hubei, il sito, che fu costruito come un complesso organizzato durante la dinastia Ming (XIV–XVII secolo), ospita edifici taoisti fin dal VII secolo. Mostra i più alti livelli dell'arte e dell'architettura cinesi per un periodo di quasi 1000 anni. |
|      | Complesso storico del Palazzo del Potala, Lhasa                                                           | Lhasa | Culturale (707; i, iv, vi)              | 1994-2000-2001 | Il Palazzo del Potala, palazzo d'inverno del Dalai Lama dal VII secolo, simboleggia il buddismo tibetano e il suo ruolo centrale nel governo tradizionale del Tibet. Il complesso, che comprende i Palazzi Bianco e Rosso con i loro edifici annessi, è costruito sulla Montagna Rossa nel centro della Valle di Lhasa, a un'altitudine di 3 700 m. Fondato anch'esso nel VII secolo, il monastero del tempio di Jokhang è un eccezionale complesso religioso buddista. Norbulingka, l'ex palazzo estivo del Dalai Lama, costruito nel XVIII secolo, è un capolavoro dell'arte tibetana. La bellezza e l'originalità dell'architettura di questi tre siti, la loro ricca decorazione e l'integrazione armoniosa in un paesaggio suggestivo, si aggiungono al loro interesse storico e religioso. |
|      | Parco nazionale del Lushan                                                                                | Jiujiang | Culturale (778; ii, iii, iv, vi)        | 1996           | Il monte Lu, nello Jiangxi, è uno dei centri spirituali della civiltà cinese. Templi buddisti e taoisti, insieme a luoghi-simbolo del confucianesimo, dove hanno insegnato i maestri più eminenti, si fondono senza sforzo in un paesaggio straordinariamente bello che ha ispirato innumerevoli artisti che hanno sviluppato l'approccio estetico alla natura trovato nella cultura cinese. |
|      | Area panoramica del Monte Emei, inclusa l'area panoramica del Buddha gigante di Leshan                    | Emeishan | Misto (779; iv, vi, x)                  | 1996           | Il primo tempio buddista in Cina fu costruito qui nel I secolo d.C. nei bellissimi dintorni della vetta del Monte Emei. L'aggiunta di altri templi ha trasformato il sito in uno dei luoghi più sacri del buddismo cinese. Nel corso dei secoli i tesori culturali crebbero di numero. Il più notevole è il Buddha gigante di Leshan, scolpito su una collina nell'VIII secolo e affacciato sulla confluenza di tre fiumi. Con i suoi 71 m di altezza, è il Buddha più grande del mondo. Il monte Emei è anche noto per la sua vegetazione eccezionalmente diversificata, che va dalle foreste di pini subtropicali a quelle subalpine; alcuni degli alberi hanno più di 1000 anni. |
|      | Città vecchia di Lijiang                                                                                  | Distretto di Gucheng | Culturale (811; ii, iv, v)              | 1997           | Il centro storico di Lijiang, che si adatta perfettamente alla topografia irregolare di questo importante sito commerciale e strategico, ha mantenuto un paesaggio urbano storico di alta qualità e autenticità. La sua architettura è degna di nota per la fusione di elementi di diverse culture che si sono unite nel corso di molti secoli. Lijiang possiede anche un antico sistema di approvvigionamento idrico di grande complessità e ingegnosità che funziona ancora oggi efficacemente. |
|      | Antica città di Pingyao                                                                                   | Pingyao | Culturale (812; ii, iii, iv)            | 1997           | Pingyao è un esempio eccezionalmente ben conservato di una città tradizionale Han, fondata nel XIV secolo. Il suo tessuto urbano mostra l'evoluzione degli stili architettonici e urbanistici nella Cina imperiale nell'arco di cinque secoli. Di particolare interesse sono gli imponenti edifici associati all'attività bancaria, di cui Pingyao era il principale centro per l'intera Cina nel XIX e all'inizio del XX secolo. |
|      | Giardini classici di Suzhou                                                                               | Suzhou | Culturale (813; i, ii, iii, iv, v)      | 1997-2000      | Il disegno classico del giardino cinese, che cerca di ricreare paesaggi naturali in miniatura, non è illustrato meglio che nei nove giardini della storica città di Suzhou che sono generalmente riconosciuti come capolavori del genere. Risalenti all'XI-XIX secolo, i giardini riflettono nel loro meticoloso progetto la profonda importanza metafisica della bellezza naturale nella cultura cinese. |
|      | Palazzo d'Estate, un giardino imperiale a Pechino                                                         | Distretto di Haidian | Culturale (880; i, ii, iii)             | 1998           | Il Palazzo d'Estate a Pechino – costruito per la prima volta nel 1750, in gran parte distrutto durante la guerra del 1860 e restaurato sulle sue fondamenta originali nel 1886 – è un capolavoro dell'architettura del giardino paesaggistico cinese. Il paesaggio naturale di colline e acque libere si combina con elementi artificiali come padiglioni, sale, palazzi, templi e ponti per formare un insieme armonioso di eccezionale valore estetico. |
|      | Tempio del Cielo: un altare sacrificale imperiale a Pechino                                               | Pechino | Culturale (881; i, ii, iii)             | 1998           | Il Tempio del Cielo, fondato nella prima metà del XV secolo, è un dignitoso complesso di pregevoli edifici di culto immersi in giardini e circondati da antiche pinete. Nella sua disposizione complessiva e in quella dei suoi singoli edifici, simboleggia il rapporto tra terra e cielo – il mondo umano e il mondo divino – che sta al centro della cosmogonia cinese, e anche il ruolo speciale svolto dagli imperatori all'interno di questo rapporto. |
|      | Monte Wuyi                                                                                                | Wuyishan | Misto (911; iii, vi, vii, x)            | 1999           | Il monte Wuyi è un'area eccezionale per la conservazione della biodiversità nel sud-est della Cina e un rifugio per un gran numero di antiche specie relitte, molte delle quali endemiche della Cina. La serena bellezza delle spettacolari gole del fiume delle Nove Anse, con i suoi numerosi templi e monasteri, molti oggi in rovina, ha fornito l'ambiente per lo sviluppo e la diffusione del neoconfucianesimo, che ha influenzato le culture dell'Asia orientale sin dal XI secolo. Nel I secolo a.C. una grande capitale amministrativa fu costruita nella vicina Chengcun dai sovrani della dinastia Han. Le sue massicce mura racchiudono un sito archeologico di grande importanza. |
|      | Incisioni rupestri di Dazu                                                                                | Distretto di Dazu | Culturale (912; i, ii, iii)             | 1999           | I ripidi pendii della zona di Dazu contengono un'eccezionale serie di incisioni rupestri databili dal IX al XIII secolo. Sono notevoli per la loro qualità estetica, la loro ricca diversità di temi, sia laici che religiosi, e la luce che gettano sulla vita quotidiana in Cina durante questo periodo. Forniscono prove eccezionali della sintesi armoniosa di Buddismo, Taoismo e Confucianesimo. |
|      | Monte Qincheng e sistema di irrigazione del Dujiangyan                                                    | Dujiangyan | Culturale (1001; ii, iv, vi)            | 2000           | La costruzione del sistema di irrigazione di Dujiangyan iniziò nel III secolo a.C. Questo sistema controlla ancora le acque del fiume Minjiang e le distribuisce ai fertili terreni agricoli delle pianure di Chengdu. Il monte Qingcheng è stato il luogo di nascita del taoismo, celebrato in una serie di antichi templi. |
|      | Antichi villaggi nell'Anhui meridionale - Xidi e Hongcun                                                  | Contea di Yi | Culturale (1002; iii, iv, v)            | 2000           | I due villaggi tradizionali di Xidi e Hongcun conservano in misura notevole l'aspetto di insediamenti non urbani di un tipo in gran parte scomparso o trasformato nel corso dell'ultimo secolo. Il loro piano stradale, la loro architettura e decorazione e l'integrazione di case con sistemi idrici sono gli unici esempi sopravvissuti di tale modello. |
|      | Grotte di Longmen                                                                                         | Distretto di Luolong | Culturale (1003; i, ii, iii)            | 2000           | Le grotte e le nicchie di Longmen contengono la più vasta e impressionante collezione di arte cinese delle ultime dinastie Wei del Nord e Tang (316-907). Queste opere, interamente dedicate alla religione buddista, rappresentano l'apice della scultura cinese su pietra. |
|      | Tombe imperiali delle dinastie Ming e Qing                                                                | Distretto di Changping, Contea autonoma manciù di Xinbin, Contea di Yi, Nanchino, Shenyang, Zhongxiang, Zunhua                                                                                          | Culturale (1004; i, ii, iii, iv, vi)    | 2000-2003-2004 | Le tombe imperiali delle dinastie Ming e Qing furono costruite tra il 1368 e il 1915. Comprendono la tomba Xianling della dinastia Ming e le tombe Qing orientali e occidentali iscritte nella lista del patrimonio mondiale nel 2000; la tomba Xiaoling della dinastia Ming e le tombe Ming a Pechino aggiunte alla serie nel 2003, e le tre tombe imperiali di Shenyang (Tomba Yongling, Tomba Fuling e Tomba Zhaoling, tutte della dinastia Qing) aggiunte nel 2004. |
|      | Grotte di Yungang                                                                                         | Distretto di Yungang | Culturale (1039; i, ii, iii, iv)        | 2001           | Le Grotte di Yungang, nella città-prefettura di Datong, con le loro 252 grotte e 51 000 statue, rappresentano l'eccezionale risultato dell'arte rupestre buddista in Cina nel V e VI secolo. Le Cinque Grotte create da Tan Yao, con la loro rigida unità di forme e design, costituiscono un capolavoro classico del primo picco dell'arte buddista cinese. |
|      | Aree protette dei Tre Fiumi Paralleli dello Yunnan                                                        | Prefettura autonoma lisu di Nujiang, Prefettura autonoma tibetana di Dêqên, Prefettura di Lijiang | Naturale (1083; vii, viii, ix, x)       | 2003           | Composto da otto gruppi geografici di aree protette entro i confini del Parco nazionale dei Tre Fiumi Paralleli, nel nord-ovest montuoso dello Yunnan, il sito di 1,7 milioni di ettari presenta sezioni del corso superiore di tre dei grandi fiumi dell'Asia: lo Yangtze, il Mekong e il Salween che corrono approssimativamente paralleli, da nord a sud, attraverso ripide gole che, in alcuni punti, sono profonde 3000 m e sono delimitate da cime ghiacciate alte più di 6000 m. Il sito è un epicentro della biodiversità cinese, tra le regioni temperate più ricche al mondo in questo senso. |
|      | Capitali e tombe dell'antico regno Goguryeo                                                               | Contea autonoma manciù di Huanren, Ji'an | Culturale (1135; i, ii, iii, iv, v)     | 2004           | Il sito comprende resti archeologici di tre città e 40 tombe: la città del Monte Wunü, Gungnae e Hwando, 14 tombe sono imperiali, 26 di nobili. Appartengono tutti alla cultura dei Goguryeo, la dinastia che regnò su parti della Cina settentrionale e sulla metà settentrionale della penisola coreana dal 277 aC al 668 d.C. La città di montagna di Wunü è stata scavata solo in parte. La città di Gungnae ha svolto il ruolo di "capitale di supporto" dopo che la sede del regno fu trasferita a Pyongyang. La città montana di Hwando, una delle capitali di Goguryeo, contiene molte vestigia tra cui un grande palazzo e 37 tombe. Alcune delle tombe mostrano grande ingegnosità nei loro elaborati soffitti, progettati per coprire ampi spazi senza colonne e reggere il pesante carico di un tumulo di pietra o terra. |
|      | Centro storico di Macao                                                                                   | Macao | Culturale (1110; ii, iii, iv, vi)       | 2005           | Macao, un porto redditizio di importanza strategica per lo sviluppo del commercio internazionale, è stato sotto l'amministrazione portoghese dalla metà del XVI secolo fino al 1999, quando è passato sotto la sovranità cinese. Con le sue strade storiche, gli edifici residenziali, religiosi e pubblici portoghesi e cinesi, il centro storico di Macao offre una testimonianza unica dell'incontro di influenze estetiche, culturali, architettoniche e tecnologiche provenienti da Oriente e Occidente. Il sito contiene anche una fortezza e un faro, il più antico della Cina. |
|      | Yin Xu | Distretto di Yindu | Culturale (1114; ii, iii, iv, vi)       | 2006           | Il sito archeologico di Yin Xu, vicino alla città di Anyang, è un'antica capitale della tarda dinastia Shang (1300 - 1046 a.C.). Testimonia l'età d'oro della prima cultura cinese, un periodo di grande prosperità dell'età del bronzo cinese. Nel sito sono state rinvenute numerose tombe e palazzi reali, prototipi della successiva architettura cinese, tra cui l'area del palazzo e dei santuari ancestrali reali, con più di 80 fondamenta di case e l'unica tomba di un membro della famiglia reale Shang rimasta intatta, la Tomba di Fu Hao. Il gran numero e la superba maestria degli accessori funerari che vi si trovano testimoniano il livello avanzato dell'artigianato Shang. Le iscrizioni oracolari su ossa trovate a Yin Xu offrono una testimonianza inestimabile dello sviluppo di uno tra i sistemi di scrittura e credenze più antichi del mondo. |
|      | Santuari del panda gigante del Sichuan - Wolong, Monte Siguniang e Monti Jiajin                           | Sichuan | Naturale (1213; x)                      | 2006           | I santuari del panda gigante del Sichuan, che ospitano oltre il 30% dei panda del mondo classificati come altamente minacciati, coprono 924 500 ettari in sette riserve naturali e nove parchi panoramici sui monti Qionglai e Jiajin. I santuari costituiscono il più grande habitat contiguo rimasto del panda gigante, relitto delle foreste paleotropicali dell'era terziaria. È anche il sito più importante per la riproduzione in cattività della specie. I santuari ospitano anche altri animali in via di estinzione come il panda rosso, il leopardo delle nevi e il leopardo nebuloso. Sono tra i siti botanicamente più ricchi del mondo al di fuori delle foreste pluviali tropicali, con tra 5000 e 6000 specie di flora. |
|      | Diaolou e villaggi del Kaiping                                                                            | Kaiping | Culturale (1112; ii, iii, iv)           | 2007           | Nei villaggi del Kaiping si trovano i diaolou, tipiche case-torri difensive che mostrano una fusione singolare di forme strutturali e decorative cinesi e occidentali. Riflettono il contributo significativo degli emigrati di Kaiping nello sviluppo di diversi paesi dell'Asia meridionale, dell'Australasia e del Nord America, tra la fine del XIX e l'inizio del XX secolo. Ci sono quattro gruppi di diaolou e venti dei più significativi sono iscritti nella lista. Questi edifici assumono tre forme: torri comuni costruite da più famiglie e utilizzate come rifugio temporaneo, torri residenziali costruite da singole famiglie ricche e utilizzate come residenze fortificate e torri di avvistamento. Mantenendo un rapporto armonioso con il paesaggio circostante, i diaolou testimoniano la fioritura finale delle tradizioni edilizie locali iniziate nel periodo Ming in risposta al brigantaggio.                                                                       |
|      | Carsismo della Cina meridionale                                                                           | Contea autonoma maonan di Huanjiang, Contea autonoma yi di Shilin, Contea di Libo, Contea di Shibing, Contea di Wulong, Contea di Yangshuo, Distretto di Nanchuan                                       | Naturale (1248; vii, viii)              | 2007-2014      | Il carsismo della Cina meridionale è uno degli esempi più spettacolari al mondo di paesaggi carsici umidi tropicali e subtropicali. È un sito seriale diffuso nelle province di Guizhou, Guangxi, Yunnan e Chongqing e copre 97 125 ettari. Contiene i tipi più significativi di morfologie carsiche, comprese le formazioni a torre, a pinnacoli e a coni, insieme ad altri elementi spettacolari come ponti naturali, gole e grandi sistemi di grotte. Le foreste di pietra di Shilin sono considerate fenomeni naturali straordinari. Il cono e la torre carsica di Libo, considerato il sito di riferimento mondiale per questi tipi di formazioni, compongono un paesaggio di grande bellezza. Il Carso di Wulong è stato inscritto per le sue gigantesche doline, ponti naturali e grotte. |
|      | Tulou del Fujian                                                                                          | Fujian | Culturale (1113; iii, iv, v)            | 2008           | I tulou del Fujian sono 46 edifici costruiti tra il XV e il XX secolo nell'entroterra dello Stretto di Taiwan. Incastonati tra campi di riso, tè e tabacco, i tulou sono case di terracotta alte diversi piani, con alloggi per un massimo di 800 persone ciascuna. Furono costruiti a scopo difensivo attorno ad un cortile centrale aperto, circolare o quadrato, con un solo ingresso e finestre sull'esterno solo al di sopra del primo piano. Ospitando un intero clan, le case fungevano da unità di villaggio. Le strutture più elaborate risalgono ai secoli XVII e XVIII. In contrasto con il loro esterno semplice, l'interno del tulou era assai confortevole ed era spesso altamente decorato. Costituiscono esempi eccezionali di una tradizione edilizia, di un particolare stile di vita comunitaria, di organizzazione difensiva e di insediamento umano in rapporto armonioso con l'ambiente.                                                                                |
|      | Parco nazionale del Sanqingshan                                                                           | Contea di Yushan | Naturale (1292; vii)                    | 2008           | Il Parco nazionale del Monte Sanqing, un sito di 22 950 ettari situato a ovest della catena montuosa Huyaiyu, presenta un'eccezionale qualità paesaggistica, caratterizzata dalla concentrazione di spettacolari pilastri e cime: 48 picchi e 89 pilastri di granito, molti dei quali ricordano sagome umane o animali. La bellezza naturale del Monte Huaiyu, alto 1 817 metri, è ulteriormente esaltata dalla giustapposizione di elementi granitici con la vegetazione e da particolari condizioni meteorologiche che creano un paesaggio sorprendente e in continua evoluzione. L'area è soggetta a una combinazione di influenze subtropicali monsoniche e marittime e forma un'isola di foresta temperata sopra il paesaggio subtropicale circostante. Presenta anche numerose cascate, alcune delle quali alte 60 metri, laghi e sorgenti. |
|      | Monte Wutai                                                                                               | Contea di Wutai | Culturale (1279; ii, iii, iv, vi)       | 2009           | Con le sue cinque cime piatte, il monte Wutai è una montagna sacra buddista. Il paesaggio culturale ospita quarantuno monasteri e comprende la sala principale orientale del tempio Foguang, l'edificio in legno più alto sopravvissuto della dinastia Tang, con sculture in argilla a grandezza naturale. Ospita anche il tempio Shuxiang della dinastia Ming con un enorme complesso di 500 statue che rappresentano storie buddiste intrecciate in immagini tridimensionali di montagne e acqua. Nel complesso, gli edifici del sito mostrano il modo in cui l'architettura buddista si è sviluppata e ha influenzato la costruzione di palazzi in Cina per oltre un millennio. Il monte Wutai, letteralmente "la montagna a cinque terrazze", è il più alto della Cina settentrionale ed è notevole per i suoi pendii scoscesi. |
|      | Monumenti storici di Dengfeng nel "Centro di Cielo e Terra"                                               | Dengfeng | Culturale (1305; iii, vi)               | 2010           | Il monte Song è considerato la montagna sacra centrale della Cina. Ai piedi di questa montagna alta 1500 metri, vicino alla città di Dengfeng e distribuiti in un cerchio di 40 chilometri quadrati, si trovano otto gruppi di edifici e siti, tra cui tre porte Han Que (resti dei più antichi edifici religiosi della Cina), i templi, la Piattaforma della meridiana di Zhougong e l'Osservatorio di Gaocheng. Costruiti nel corso di nove dinastie, questi edifici sono il riflesso di diversi modi di percepire il centro del cielo e della terra e il potere della montagna come centro di devozione religiosa. I monumenti storici di Dengfeng includono alcuni dei migliori esempi di antichi edifici cinesi dedicati ai riti, alla scienza, alla tecnologia e all'istruzione. |
|      | Danxia cinese                                                                                             | Chishui, Contea di Renhua, Contea di Taining, Contea di Xinning, Jiangshan, Yingtan | Naturale (1335; vii, viii)              | 2010           | Danxia della Cina è il nome dato ai paesaggi sviluppati su strati rocciosi sedimentari rossi di origine continentale modificati da forze endogene (incluso il sollevamento) e forze esogene (inclusi agenti atmosferici ed erosione). Il sito comprende sei aree che si trovano nella zona subtropicale della Cina sud-occidentale. Sono caratterizzati da spettacolari falesie rosse e da una serie di morfologie erosive, tra cui pilastri naturali, torri, burroni, valli e cascate. Questi paesaggi aspri hanno contribuito a conservare le foreste sempreverdi di latifoglie subtropicali e ospitano molte specie di flora e fauna, circa 400 delle quali sono considerate rare o minacciate. |
|      | Paesaggio culturale del Lago dell'Ovest di Hangzhou                                                       | Distretto di Shangcheng, Distretto di Xiacheng, Distretto di Xihu | Culturale (1334; ii, iii, vi)           | 2011           | Il paesaggio culturale del Lago dell'Ovest di Hangzhou, che comprende il Lago dell'Ovest e le colline che circondano i suoi tre lati, ha ispirato famosi poeti, studiosi e artisti sin dal IX secolo. Comprende numerosi templi, pagode, padiglioni, giardini e alberi ornamentali, nonché strade rialzate e isole artificiali. Queste aggiunte sono state apportate per migliorare il paesaggio a ovest della città di Hangzhou, a sud del fiume Yangtze. |
|      | Sito fossilifero di Chengjiang                                                                            | Contea di Chengjiang | Naturale (1388; viii)                   | 2012           | In un sito collinare di 512 ettari i fossili di Chengjiang presentano la documentazione più completa di una prima comunità marina del Cambriano con un biota eccezionalmente conservato, mostrando l'anatomia dei tessuti duri e molli in un'ampia varietà di organismi, invertebrati e vertebrati. Registrando la prima istituzione di un complesso ecosistema marino, il sito documenta almeno sedici phyla e una varietà di gruppi enigmatici oltre a circa 196 specie, presentando un'eccezionale testimonianza della rapida diversificazione della vita sulla Terra 530 milioni di anni fa, quando emersero quasi tutti i principali gruppi animali odierni. |
|      | Sito di Xanadu                                                                                            | Bandiera di Zhenglan | Culturale (1389; ii, iii, iv, vi)       | 2012           | A nord della Grande Muraglia, il sito di Xanadu comprende i resti della leggendaria capitale di Kublai Khan, progettata dal consigliere cinese del sovrano mongolo Liu Bingzhong nel 1256. Esteso su una superficie di 25 000 ettari, il sito è stato un tentativo unico di fondere le culture dei nomadi mongoli e dei cinesi Han. Da qui Kublai Khan fondò la dinastia Yuan che governò la Cina per oltre un secolo, estendendo i suoi confini attraverso l'Asia. Il dibattito religioso che si è svolto qui ha portato alla diffusione del buddismo tibetano nel nord-est asiatico. Il sito è stato progettato secondo il tradizionale feng shui cinese in relazione alle montagne e al fiume vicini. Presenta i resti della città, inclusi templi, palazzi, tombe, accampamenti nomadi e il canale Tiefan'gang, insieme ad altri acquedotti. |
|      | Paesaggio culturale delle risaie terrazzate degli Hani di Honghe                                          | Contea di Yuanyang | Culturale (1111; iii, v)                | 2013           | Il paesaggio culturale delle risaie terrazzate degli Hani di Honghe copre 16 603 ettari nel sud dello Yunnan. È caratterizzato da spettacolari terrazzamenti che scendono a cascata dalle pendici degli imponenti monti Ailao fino alle rive del fiume Hong. Negli ultimi 1300 anni il popolo Hani ha sviluppato un complesso sistema di canali per portare l'acqua dalle cime boscose delle montagne ai terrazzamenti. Hanno anche creato un sistema di allevamento integrato che coinvolge bufali, bovini, anatre, pesci e anguille e sostiene la produzione del riso rosso. Gli abitanti adorano il sole, la luna, le montagne, i fiumi, le foreste e altri fenomeni naturali compreso il fuoco. Vivono in 82 villaggi caratterizzati da tradizionali case "a fungo" con il tetto di paglia. |
|      | Tien Shan dello Xinjiang                                                                                  | Xinjiang | Naturale (1414; vii, ix)                | 2013           | Il Tien Shan dello Xinjiang comprende quattro componenti - Tomur, Kalajun-Kuerdening, Bayinbukuke e Bogda - per un totale di 606 833 ettari. Presenta caratteristiche geografiche fisiche uniche e aree paesaggisticamente belle, tra cui spettacolari montagne innevate, vette ricoperte da ghiacciai, foreste e prati incontaminati, fiumi e laghi limpidi e canyon di arenaria rossa. Le morfologie e gli ecosistemi del sito sono stati preservati dal Pliocene e rappresentano un eccezionale esempio di processi evolutivi biologici ed ecologici in corso. Il sito si estende anche nel deserto del Taklamakan, creando un sorprendente contrasto visivo tra ambienti caldi e freddi, asciutti e umidi, desolati e rigogliosi. Il Tien Shan dello Xinjiang è inoltre un importante habitat per specie endemiche, alcune rare e in via di estinzione. |
|      | Vie della Seta: la rete di percorsi del corridoio Chang'an-Tianshan                                       | Binzhou, Contea di Chenggu, Contea di Guazhou, Contea di Jimsar, Contea di Kuqa, Contea di Yongjing, Dunhuang, Luoyang, Sanmenxia, Tianshui, Turfan, Xi'an (altri 11 sono in Kazakistan e Kirghizistan) | Culturale (1442; ii, iii, v, vi)        | 2014           | Questa proprietà è una sezione di 5000 km della vasta rete delle Vie della Seta, che si estende da Chang'an/Luoyang, la capitale centrale della Cina nelle dinastie Han e Tang, alla regione di Zhetysu dell'Asia centrale. Prese forma tra il II secolo a.C. e il I secolo d.C. e rimase in uso fino al XVI secolo, collegando più civiltà e facilitando scambi di vasta portata di attività nel commercio, credenze religiose, conoscenze scientifiche, innovazione tecnologica, pratiche culturali e arti. Le trentatré componenti incluse nella rete di percorsi comprendono capitali e complessi di palazzi di vari imperi e khanati, insediamenti commerciali, templi rupestri buddisti, antichi sentieri, postazioni, passi, torri faro, sezioni della Grande Muraglia, fortificazioni, tombe ed edifici religiosi. Ventidue sono le componenti cinesi. |
|      | Gran Canale                                                                                               | Anhui, Hebei, Henan, Jiangsu, Pechino, Shandong, Tientsin, Zhejiang | Culturale (1443; i, iii, iv, vi)        | 2014           | Il Gran Canale è un vasto sistema di corsi d'acqua nelle pianure nord-orientali e centro-orientali della Cina, che va da Pechino a nord a Hangzhou a sud. Costruito in sezioni a partire dal V secolo a.C., fu concepito come mezzo di comunicazione unificato per l'Impero per la prima volta nel VII secolo d.C. (dinastia Sui), creando il più grande e vasto progetto di ingegneria civile del mondo prima della rivoluzione industriale. Costituiva la spina dorsale del sistema di comunicazione interna dell'Impero, trasportando grano, riso e materie prime strategiche per nutrire la popolazione. Ha svolto un ruolo importante nel garantire la prosperità economica e la stabilità del paese ed è ancora in uso oggi come uno dei principali assi di comunicazione. |
|      | Siti del sistema Tusi                                                                                     | Contea di Xianfeng, Contea di Yongshun, Distretto di Huichuan | Culturale (1474; ii, iii)               | 2015           | Situato nelle zone montuose del sud-ovest della Cina, questo sito comprende i resti di diversi domini tribali i cui capi furono nominati dal governo centrale Tusi, governanti ereditari dal XIII all'inizio del XX secolo. Il sistema Tusi nasce dai sistemi di governo dinastici delle minoranze etniche risalenti al III secolo a.C. Il suo scopo era unificare l'amministrazione nazionale, consentendo al contempo alle minoranze etniche di mantenere i propri costumi e il proprio stile di vita. I siti di Laosicheng, Tangya e la fortezza di Hailongtun che compongono il sito sono una testimonianza eccezionale di questa forma di governo, che deriva dalla civiltà cinese dei periodi Yuan e Ming. |
|      | Paesaggio culturale dell'arte rupestre di Zuojiang Huashan                                                | Contea di Fusui, Contea di Longzhou, Contea di Ningming, Distretto di Jiangzhou | Culturale (1508; iii, vi)               | 2016           | Situati sulle ripide falesie nelle regioni di confine del sud-ovest della Cina, questi 38 siti di arte rupestre illustrano la vita e i rituali del popolo Luoyue. Risalgono al periodo tra il V secolo a.C. e il II secolo d.C. In un paesaggio circostante di carsismo, fiumi e altipiani, raffigurano cerimonie che sono state interpretate come appartenenti alla cultura del tamburo di bronzo un tempo prevalente nella Cina meridionale. Questo paesaggio culturale è l'unico residuo rimasto oggi di questa cultura. |
|      | Shennongjia del Hubei                                                                                     | Distretto forestale di Shennongjia | Naturale (1509; ix, x)                  | 2016           | Situato nel Hubei, il sito è costituito da due componenti: Shennongding/Badong a ovest e Laojunshan a est. Protegge le più grandi foreste primarie rimaste nella Cina centrale e fornisce l'habitat a molte specie animali rare, come la salamandra gigante cinese, la rinopiteco dorato o scimmia dai capelli dorati del Sichuan, il leopardo nebuloso, il leopardo comune e l'orso nero asiatico. Il sito occupa un posto di rilievo nella storia della ricerca botanica ed è stato oggetto di spedizioni internazionali di collezionismo di piante nel XIX e XX secolo. |
|      | Hoh Xil del Qinghai                                                                                       | Contea di Qumarlêb, Contea di Zhidoi | Naturale (1540; vii, x)                 | 2017           | Il Hoh Xil del Qinghai, situato all'estremità nord-orientale dell'altopiano tibetano, è l'altopiano più grande e più alto del mondo. Questa vasta area di montagne e sistemi di steppa si trova a più di 4 500 m sul livello del mare, dove le temperature medie sono sotto lo zero tutto l'anno. Le condizioni geografiche e climatiche hanno alimentato una biodiversità unica: più di un terzo delle specie vegetali e tutti i mammiferi erbivori sono endemici dell'altopiano. Il sito salvaguarda l'intera rotta migratoria dell'antilope tibetana, uno dei grandi mammiferi in via di estinzione endemici dell'altopiano. |
|      | Kulangsu: un insediamento storico internazionale                                                          | Distretto di Siming | Culturale (1541; ii, iv)                | 2017           | Kulangsu è una piccola isola situata sull'estuario del fiume Chiu-lung, di fronte alla città di Xiamen. Con l'apertura di un porto commerciale a Xiamen nel 1843 e l'istituzione dell'isola come insediamento internazionale nel 1903, quest'isola al largo della costa meridionale dell'impero cinese divenne improvvisamente un'importante finestra per gli scambi con gli stranieri. Kulangsu è un esempio eccezionale della fusione culturale emersa da questi scambi, che rimangono leggibili nel suo tessuto urbano: una miscela di diversi stili architettonici tra cui lo stile tradizionale del Fujian meridionale, lo stile revival classico e lo stile coloniale della veranda. La testimonianza più eccezionale della fusione di varie influenze stilistiche è un nuovo movimento architettonico, l'Amoy Deco Style, che è una sintesi dello stile modernista del primo Novecento e dell'Art Déco.                                                                                |
|      | Fanjingshan                                                                                               | Contea autonoma Miao di Songtao, Contea autonoma Tujia e Miao di Yinjiang, Contea di Jiangkou | Naturale (1559; x)                      | 2018           | Situato all'interno della catena montuosa Wuling, Fanjingshan ha un'altitudine compresa tra 500 metri e 2 570 metri sul livello del mare, favorendo tipi di vegetazione e rilievi molto diversi. È un'isola di roccia metamorfica in un mare di carsismo, patria di numerose specie animali e vegetali che hanno avuto origine nel Terziario, tra 65 milioni e 2 milioni di anni fa. L'isolamento della proprietà ha portato a un elevato grado di biodiversità con specie endemiche, come l'abete di Fanjingshan (Abies fanjingshanensis) e la scimmia dal naso camuso del Guizhou (Rhinopithecus brelichi), e specie in via di estinzione, come la salamandra gigante cinese (Andrias davidianus) , il cervo muschiato di foresta (Moschus berezovskii) e il fagiano di Reeve (Syrmaticus reevesii). Fanjingshan ha la foresta di faggi primordiali più grande e contigua della regione subtropicale.                                                                                       |
|      | Rovine archeologiche della città di Liangzhu                                                              | Contea di Deqing | Culturale (1592; iii, iv)               | 2019           | Situate nel bacino del fiume Yangtze, le rovine archeologiche di Liangzhu (circa 3 300-2 300 a.C.) rivelano uno stato regionale antico con un sistema di credenze unificato basato sulla coltivazione del riso nella Cina del tardo neolitico. La proprietà è composta da quattro aree: l'area del sito di Yaoshan, l'area della diga alta alla foce della valle, l'area della diga bassa nella pianura e l'area del sito cittadino. Queste rovine sono un eccezionale esempio della prima civiltà urbana che si espresse in monumenti di terra, pianificazione urbana, un sistema di conservazione dell'acqua e una gerarchia sociale riconoscibile nelle sepolture differenziate nei cimiteri all'interno del sito. |
|      | Santuari degli uccelli migratori lungo la costa del Mar Giallo-Golfo di Bohai della Cina (fase II)        | Contea di Sheyang, Distretto di Dafeng, Dongtai | Naturale (1606; x)                      | 2019-2024      | I santuari degli uccelli migratori lungo la costa del Mar Giallo-Golfo di Bohai sono un'estensione seriale del sito con lo stesso nome già iscritta nella Lista del Patrimonio mondiale. Essendo parte del più grande sistema di zone umide intertidali del mondo, quest'area all'interno dell'ecoregione del Mar Giallo supporta habitat cruciali per gli uccelli che migrano sulla rotta che attraversa circa 25 paesi dall'Artide e dall'Asia orientale al Sud-est asiatico e all'Australasia. Le zone umide svolgono una funzione ecologica unica come siti di sosta indispensabili per molti milioni di uccelli acquatici e rappresentano un esempio significativo del patrimonio naturale condiviso rappresentato dagli uccelli migratori. |
|      | Quanzhou: emporio del mondo nella Cina Song-Yuan                                                          | Quanzhou | Culturale (1561; iv)                    | 2021           | Il sito seriale di Quanzhou illustra la vivacità della città come emporio marittimo per il commercio con l'Asia durante i periodi Song e Yuan (X-XIV secolo d.C.) e la sua interconnessione con l'entroterra cinese. Il sito comprende edifici religiosi, tra cui la Moschea Qingjing dell'XI secolo d.C., uno dei primi edifici islamici in Cina, tombe islamiche e una vasta gamma di resti archeologici: edifici amministrativi, banchine di pietra importanti per il commercio e la difesa, siti di produzione di ceramica e di ferro, elementi della rete di trasporto della città, antichi ponti, pagode e iscrizioni. Era conosciuta come Zayton nei testi arabi e occidentali dal X al XIV secolo d.C.. |
|      | Paesaggio culturale delle antiche foreste di tè del monte Jingmai a Pu'er                                 | Pu'er | Culturale (1665; ii, v)                 | 2023           | Situato sul monte Jingmai nella Cina sud-occidentale, questo paesaggio culturale è stato sviluppato nel corso di mille anni dai popoli Blang e Dai seguendo pratiche iniziate nel X secolo. Il sito è un'area di produzione del tè Pu'er composta da villaggi tradizionali all'interno di antichi boschi di tè circondati da foreste e piantagioni. La tradizionale coltivazione del sottobosco di vecchi alberi di tè è un metodo che risponde alle condizioni specifiche dell’ecosistema montano e del clima monsonico subtropicale, combinato con un sistema di gestione mantenuto dalle comunità indigene locali. Le cerimonie e le festività tradizionali si riferiscono alla convinzione degli antenati secondo cui gli spiriti vivono nelle piantagioni di tè e nella fauna e flora locali, una convinzione che è al centro di questa tradizione culturale. |
|      | Deserto di Badain Jaran — Torri di sabbia e laghi                                                         | Lega dell'Alxa | Naturale (1638; vii, viii)              | 2024           | Situato nell'altopiano dell'Alashan, nella regione desertica iper-arida e temperata della Cina nordoccidentale, il deserto di Badain Jaran è un punto d'incontro per tre regioni sabbiose della Cina ed è il terzo deserto più grande del paese. Il sito si distingue per l'elevata densità di megadune, intersecate da laghi interdunali. Mostra spettacolari caratteristiche geologiche e geomorfiche di paesaggi desertici e morfologie che potrebbero non avere eguali. Caratteristiche degne di nota, tra le altre, includono la mega duna di sabbia stabilizzata più alta del mondo (Bilutu, con una prominenza di 460 m), la più alta concentrazione di laghi interdunali e la più grande distesa delle cosiddette sabbie cantanti (che generano una risonanza causata ad esempio dal vento che sposta la sabbia secca e sciolta) e morfologie erose dal vento. La varietà del paesaggio si traduce anche in un elevato livello di diversità degli habitat e, quindi, di biodiversità. |
|      | Asse centrale di Pechino: un insieme di costruzioni che rappresenta l'ordine ideale della capitale cinese | Distretto di Dongcheng, Distretto di Xicheng | Culturale (1714; iii, vi)               | 2024           | L'asse centrale, che corre da nord a sud attraverso il cuore storico di Pechino, è costituito da ex-palazzi e giardini imperiali, strutture sacrificali ed edifici cerimoniali e pubblici. Insieme testimoniano l'evoluzione della città e mostrano prove del sistema dinastico imperiale e delle tradizioni di pianificazione urbana della Cina. La posizione, la disposizione, il modello urbano, le strade e il design mostrano la capitale ideale come prescritto nel Kaogongji, un antico testo noto come il Libro dei diversi mestieri. L'area, compresa tra due fiumi paralleli, è abitata da circa 3000 anni, ma l'Asse centrale vero e proprio ebbe origine durante la dinastia Yuan (1271-1368) che stabilì la sua capitale, Dadu, nella parte settentrionale. La struttura presenta anche strutture storiche successive costruite durante la dinastia Ming (1368-1644) e migliorate durante la dinastia Qing (1636-1912).                                                          |
|      | Tombe imperiali degli Xixia                                                                               | Distretto di Xixia | Culturale (1736; ii, iii)               | 2025           | Situata ai piedi dei Monti Helan meridionali nel Ningxia, questa necropoli è il cimitero imperiale della dinastia Xixia. Comprende nove mausolei imperiali, 271 tombe subordinate, un complesso architettonico settentrionale e 32 strutture di controllo delle inondazioni. Fondata dai Tangut nel 1038, la dinastia Xixia durò fino alla sua distruzione da parte dell'esercito mongolo di Gengis Khan nel 1227. Posizionata lungo la Via della seta, divenne una civiltà multiculturale modellata sulle tradizioni imperiali cinesi, con il buddismo al centro. Il sito riflette l'eredità religiosa e socio-politica della dinastia. |

## Siti candidati
| Foto | Sito | Luogo | Tipo                                        | Anno       | Descrizione |
| ---- | --- | --- | ------------------------------------------- | ---------- | --- |
|      | Riserva naturale del porto di Dongzhai | Distretto di Meilan | Naturale (105)                              | 12/02/1996 | Con molte baie tortuose lungo la linea di costa, il porto di Dongzhai è stato formato da un forte terremoto nel 1605. Il porto è profondo e ampio con una spiaggia dolcemente piatta. Presenta un certo numero di calanchi di marea: quando la marea si alza la spiaggia è allagata e i calanchi si riempiono d'acqua e i vortici causati dalla marea creano molte pozze poco profonde sulla spiaggia esposta. La foresta di mangrovie sta crescendo lungo la riva del mare. |
|      | Riserva naturale dell'Alligator sinensis | Contea di Guangde, Contea di Jing, Contea di Langxi, Contea di Nanling, Distretto di Xuanzhou                                                    | Naturale (106)                              | 12/02/1996 | L'Alligator sinensis vive nel corso inferiore del fiume Yangtze e costituisce una specie peculiare in Cina. Infatti, in quanto uno dei coccodrilli d'acqua dolce della famiglia degli alligatori, ha una storia di 200 milioni di anni. Avendo un carattere gentile e innocuo per le persone, l'Alligator sinensis è uno degli animali rari al mondo. Secondo un'indagine sul campo, l'Alligator sinensis è distribuito solo nella parte meridionale dell'Anhui e in alcuni luoghi dello Zhejiang, per un totale di circa 500 esemplari. |
|      | Riserva naturale di Poyang | Contea di Yongxiu | Naturale (107)                              | 12/02/1996 | Situato nel nord dello Jiangxi, il lago Poyang, il più grande lago d'acqua dolce della Cina, si trova a sud del corso medio e inferiore del fiume Changjiang. Abbondanti risorse naturali forniscono un habitat accogliente per gli uccelli migratori, attirando decine di migliaia di esemplari a trascorrervi l'inverno, trasformando così il lago Poyang in uno dei santuari per uccelli migratori più famosi al mondo. Nel giugno 1983 il governo provinciale ha istituito la riserva degli uccelli migratori nella parte occidentale del lago, dove la maggior parte degli uccelli migratori si accalcano per l'inverno. Questa riserva, che ha in Wucheng il suo centro, abbraccia nove laghi e paludi stagionali, tra cui Dahuci, Banghu, Zhonghuci e Shahu, con una superficie totale di 22 400 ha. |
|      | Zona panoramica del fiume Lijiang presso Guilin | Guilin | Naturale (108)                              | 12/02/1996 | La zona panoramica del fiume Lijiang presso Guilin si trova nel nord-est del Guangxi Zhuang. L'area totale è di duemila chilometri quadrati che copre l'intera città di Guilin, la contea di Yangshuo e alcune parti delle contee di Lingui, Lingchuan e Yongfu. Nel 1982 il Consiglio di Stato ha inserito questa zona panoramica nel primo gruppo dei principali luoghi di interesse paesaggistico e storico della Cina. Le montagne, principalmente di rocce calcaree, sono composte da sedimenti biochimici marini. Anni di agenti atmosferici ed erosione idrica hanno dato forma alle ricche e variegate forme delle sue attuali vette, isolate o a grappolo, e magnifiche grotte carsiche. |
|      | Yalong, Tibet | Contea di Nêdong | Misto (1622)                                | 29/11/2001 | Coprendo la valle del medio corso del fiume Yaluzangbu, i suoi rami e alcuni laghi sull'altopiano tibetano, la regione di Yalong è la culla della cultura tibetana. Le reliquie esistenti, i manufatti e i siti antichi dimostrano la prima civiltà dei tibetani, inclusa la loro religione primitiva, cultura, arti e società. La regione di Yalong copre un'area di 1350 chilometri quadrati. È un'area di alto valore culturale e naturale sull'altopiano del Tibet-Qinghai. |
|      | Punto panoramico delle gole dello Yangtze | Contea di Badong, Contea di Fengjie, Contea di Wushan, Contea di Zigui, Distretto di Yiling                                                      | Misto (1623)                                | 29/11/2001 | Le gole dello Yangtze sono uno dei primi punti panoramici nazionali riconosciuti nel 1982. Iniziano a Baidicheng nella contea di Fengjie e terminano al passo di Nanjin a Yichang. Le gole sono lunghe 193 km e coprono un'area di 1 208 km², che comprende la gola di Wuxia, la gola di Qutang, la gola di Xiling e alcune ampie valli tra queste gole. La gola di Qutang è lunga 8 km ed è celebrata per i suoi paesaggi magnifici e i suoi precipizi unici al mondo. La gola di Wuxia è lunga 42 km; tranquilla e appartata, presenta un panorama di paesaggi incantevoli. Infine la gola di Xiling è lunga 66 km ed è famosa per le sue pericolose rapide e le acque turbolente. |
|      | Punto panoramico del Jinfushan | Distretto di Nanchuan | Naturale (1624; vii, viii, ix)              | 29/11/2001 | Il monte Jinfo è un importante punto panoramico e un parco forestale nazionale. La montagna Fengchuiling, la vetta principale con un'altitudine di 2 251 metri, è la cima più alta della catena montuosa del Daloushan. Il Jinfushan è una delle quattro famose montagne del Sichuan e Chongqing. Ha una forte rilevanza paesaggistica: è situato in uno scenario magnifico, antico e verdeggiante ed è un punto d'osservazione della vegetazione montuosa di enorme valore. |
|      | Punto panoramico del Pozzo celeste e della Cicatrice nel terreno | Contea di Fengjie | Naturale (1625; vii, viii, ix)              | 29/11/2001 | Il punto panoramico del Pozzo celeste e della Cicatrice nel terreno si trova nella catena montuosa di Qiyao, nella parte di estensione della zona rialzata all'estremità occidentale della zona di corrugamento del monte Wuyi-monte Xuefeng nel sistema strutturale neocataisiano. Il sistema idrogeologico carsico di Xiaozhai-Tianjingxia è composto dalle valli più ampie nel suo corso superiore, dalle gole, dagli inghiottitoi dell'acqua e dal solco di terra nel suo corso medio e dal fiume sotterraneo e dall'imbuto della finestra del cielo nel suo corso inferiore. |
|      | Area panoramica del Hua Shan | Huayin | Misto (1626)                                | 29/11/2001 | Hua Shan è stato a lungo considerato la montagna più ripida della Cina, contornata da pareti di granito, aspre falesie e profonde vallate. Il suo sentiero è anche uno dei più insidiosi: si snoda a duemila piedi di altezza fino a una stretta sporgenza sulla parete rocciosa. Nonostante o forse a causa di questo paesaggio inospitale, Hua Shan è ricco di flora e fauna. Il taoismo lo conosce come la montagna della ricchezza poiché, secondo la tradizione, la ricchezza è misurata dalla diversità delle specie che vivono sulla terra. Per questo è una delle cinque montagne sacre taoiste della Cina. |
|      | Monte Yandang | Yueqing | Misto (1627)                                | 29/11/2001 | Famoso come "paesaggio meraviglioso della Cina" per la sua lunga storia, il monte Yandang è tra i principali punti panoramici a livello statale. Con un'area centrale di 186 km², la montagna comprende paesaggi naturali di alto valore estetico e scientifico ed è diventata uno spazio composito in grado di saziare il desiderio di bellezza dei viaggiatori come d'integrare la natura e la civiltà storica. Il paesaggio naturale peculiare ed eccellente, il valore scientifico universale e la profonda cultura tradizionale delle montagne e delle acque sono in perfetta armonia nel monte Yandang. |
|      | Fiume Nanxi | Contea di Yongjia | Misto (1629)                                | 29/11/2001 | Il fiume Nanxi, un sistema idrico a forma di albero con 145 chilometri di lunghezza, è il più grande ramo settentrionale nel corso del fiume Ou. Scorre tra il monte Yandang a est e il monte Guochang a ovest. Lo strato roccioso delle montagne è costituito principalmente da tufo, riolite e granito. Il fiume si trova nella zona monsonica subtropicale ed è influenzato dal clima marittimo. Nei punti panoramici si trovano vari tipi di piante e alcuni alberi rari (come Liquidambar formosana e ginkgo). |
|      | Punti panoramici del Maijishan | Distretto di Maiji | Misto (1631)                                | 29/11/2001 | Il monte Maiji è inserito nella lista di punti panoramici della Cina per le sue grotte che contengono raffinate sculture di argilla, ma anche per la sua vegetazione lussureggiante, la sua geologia e morfologia variegata e le sue cime scoscese. La sua area comprende le grotte di Maijishan, la Falesia immortale, la porta di pietra, il torrente Quxi e le sorgenti termali di Jieting. Le grotte di Maijishan furono costruite per la prima volta nel tardo periodo Qin (384-417 d.C.) ed espanse durante le 12 dinastie successive. Nonostante molti terremoti e catastrofi, rimangono ancora 194 grotte scavate nella parete rocciosa a circa 30–80 m di altezza dal suolo, che contengono 7200 sculture e circa 1000 m² di affreschi. |
|      | Punti panoramici di Wudalianchi | Wudalianchi | Naturale (1632; viii, ix)                   | 29/11/2001 | Il Wudalianchi è uno delle prime aree paesaggistiche statali approvate dal Consiglio di Stato nel 1982 e una riserva naturale istituita nel 1996. Ospita le vestigia più tipiche e intatte di moderne eruzioni vulcaniche in Cina e sorgenti di acqua minerale vulcanica famose in tutto il mondo. L'ammasso vulcanico di Wudalianchi è situato nella fascia tettonica disposta lungo l'asse est-ovest all'incrocio tra il sollevamento dei monti Xiaohinggan e la depressione di Song-Nen. |
|      | Punti panoramici di Haitan | Contea di Pingtan | Misto (1633)                                | 29/11/2001 | La struttura geologica dell'arcipelago di Haitan è profondamente influenzata dai movimenti tettonici di Yanshan, che hanno indotto attività intense di eruzioni di magma e faglie. Una varietà di forme geomorfologiche, come colline, piane rocciose, laghi, coste rocciose, sabbiose e fangose, sono state prodotte nell'arcipelago per via delle rocce granitiche e vulcaniche ampiamente distribuite e delle faglie molto sviluppate. Poiché il substrato roccioso di questo arcipelago soffre continuamente dell'erosione e dell'azione degli agenti atmosferici, si formano vari paesaggi con strutture geologiche particolari e vivide figure rocciose naturali. |
|      | Punto panoramico dei Monti Cangshan di Dali e del Lago Erhai | Dali | Misto (1634)                                | 29/11/2001 | I monti Cangshan e il lago Erhai si trovano nello Yunnan all'interno di un'area protetta che si estende su una superficie di 960 km². Nell'area panoramica ci sono un'antica città e la bella e alta montagna Cangshan e il lago Erhai che è luminoso e cristallino come uno specchio. Ci sono anche più di 100 punti panoramici nella zona che offrono uno scenario naturale meraviglioso, una storia e una cultura di lunga data, numerosi cimeli e siti storici e forti usanze tradizionali. |
|      | Siti di produzione di liquori in Cina | Chengdu, Contea di Jinxian, Distretto di Xushui, Luzhou, Mianzhu                                                                                 | Culturale (5320; iii, iv, vi)               | 28/03/2008 | Questa candidatura è composta da cinque diversi siti per la produzione di liquori in Cina: il sito del laboratorio LiuLing nel Hebei, il sito del laboratorio Lidu nel Jiangxi, il sito del laboratorio Shuijingjie a Chengdu, il sito del gruppo di cantine per il liquore Luzhou Laojiao Daqu a Luzhou e il sito del laboratorio Tianyi per l'alcolico Jiannanchu a Mianzhu, nel Sichuan. |
|      | Antiche residenze nelle province di Shanxi e Shaanxi | Xincheng, Xizhuang | Culturale (5322; ii, iii, iv, v)            | 28/03/2008 | Questa candidatura comprende due diversi siti: il gruppo di edifici antichi nel villaggio di Dingcun e il gruppo di edifici antichi nel villaggio di Dangjiacun. Le 40 case antiche rimaste di Dingcun furono costruite durante le dinastie Ming e Qing, ad eccezione del tempio Sanyi della dinastia Yuan (costruito nel XXII anno di Zhizheng). Il villaggio di Dangjiacun mantiene autenticamente lo stile e le caratteristiche dei villaggi del nord della Cina durante le dinastie Ming e Qing. |
|      | Mura cittadine delle dinastie Ming e Qing | Distretto di Jingzhou, Nanchino, Xi'an, Xingcheng                                                                                                | Culturale (5324; iii, iv)                   | 28/03/2008 | Questa candidatura comprende quattro diversi siti: le mura cittadine di Xingcheng, le mura cittadine di Nanchino, le mura cittadine di Jingzhou e le mura cittadine di Xi'an. Queste quattro componenti costituiscono esempi eccellenti delle mura cittadine in Cina costruite durante le dinastie Ming e Qing. |
|      | Lago snello dell'ovest e area urbana storica a Yangzhou | Distretto di Guangling, Distretto di Hanjiang | Culturale (5327; iii, iv, v)                | 28/03/2008 | Il Lago snello dell'ovest, in passato chiamato lago Baozhang, si trova nel nord-ovest della città di Yangzhou. A metà del XVIII secolo numerose ville suburbane di commercianti di sale costruite lungo gli argini in diversi periodi storici (dinastie Sui, Tang, Song, Yuan, Ming e Qing) erano collegate in modo elaborato per accogliere la visita dell'imperatore Qianlong, formando così una bellissima cintura intorno al lago con giardini paesaggistici che combinano armonicamente paesaggi naturali e umani. La disposizione originale della città di Yangzhou, le strade e i vicoli, il sistema idrico e il paesaggio urbano antico ed elegante incarnano le caratteristiche e gli stili delle città sull'acqua della Cina meridionale. |
|      | Antiche città ripariali a sud del fiume Yangtze | Luzhi, Wuzhen, Xitang, Zhouzhuang | Culturale (5328; ii, iv, v)                 | 28/03/2008 | 2500 anni fa, quando Suzhou divenne una città, nelle aree circostanti nacquero alcune città per metà urbane e per metà rurali come Tongli, Luzhi, Wuzhen, Nanxun e Xitang. Sin dai tempi antichi, sfruttando appieno le condizioni naturali e l'ambiente geografico, i residenti di queste città hanno accumulato una ricca esperienza su come vivere armoniosamente tra fiumi e laghi. Con la crescita dell'economia, della cultura e delle forze produttive, nell'XI secolo si costituì una rete di città collegate da corsi d'acqua che nel XIII secolo iniziarono a prosperare. La candidatura include quattro di queste città sull'acqua: Luzhi, Wuzhen, Xitang e Zhouzhuang. |
|      | Sezione cinese della Via della Seta: percorsi terrestri nella provincia del Henan, provincia del Shaanxi, provincia del Gansu, provincia del Qinghai, regione autonoma del Ningxia Hui e regione autonoma del Xinjiang Uygur; percorsi marittimi nella città di Ningbo, nella provincia dello Zhejiang e nella città di Quanzhou, nella provincia del Fujian - dalla dinastia Han occidentale alla dinastia Qing | 48 componenti | Culturale (5335; i, ii, iii, iv, v, vi)     | 28/03/2008 | La Via della seta è l'antica via commerciale che inizia nell'antica capitale Chang'an, l'odierna città di Xi'an e centro della politica, dell'economia e della cultura per un lungo periodo dell'antica Cina. Si riferisce alla rotta commerciale terrestre che collega l'Asia, l'Africa e l'Europa, che attraversa il monte Longshan, segue il corridoio di Hexi, passa il passo di Yumenguan e il passo di Yangguan, raggiunge lo Xinjiang, si estende lungo l'oasi e l'altopiano del Pamir, entra nell'Asia centrale e l'attraversa, prosegue per l'Asia occidentale e meridionale e poi porta in Africa ed Europa. Fungeva anche da importante arteria stradale dove si svolgevano gli scambi economici, politici e culturali tra Oriente e Occidente. Le componenti più rappresentative del patrimonio culturale della sezione cinese della Via della Seta incluse nella candidatura sono 48.                                                        |
|      | Antica città di Fenghuang | Contea di Fenghuang | Culturale (5337; i, ii, iii, iv)            | 28/03/2008 | La città di Fenghuang si trova nel sud-ovest del Hunan, fungendo da porta d'accesso strategica di collegamento col Guizhou. Per oltre mille anni, dalla dinastia Tang alla dinastia Qing la città è stata sede di importanti funzioni amministrative; di conseguenza ospita una serie di uffici governativi. Il Tempio della Letteratura è stato costruito e ampliato insieme agli edifici scolastici, ai cortili dell'accademia e alle sale riunioni, a cui sarebbero seguiti i negozi, i magazzini e le bancarelle, nonché i templi ancestrali e altri edifici religiosi. Il borgo antico si estende su una superficie di 1,8 km² in cui rimangono 20 antiche strade, decine di antichi vicoli e passaggi e oltre 200 antiche residenze civili. |
|      | Siti dello Stato Yue meridionale | Distretto di Yuexiu | Culturale (5338; ii, iii)                   | 28/03/2008 | I siti archeologici dello Stato Yue meridionale (il palazzo del Regno Nanyue, la tomba del re di Nanyue e il Cancello acquatico in legno del Regno Nanyue) sono situati a Guangzhou. Lo Stato Yue meridionale (203 a.C.-111 a.C.) era uno stato vassallo fondato nella Cina meridionale durante i primi anni della dinastia Han occidentale. La sua istituzione ha accelerato il salto di sviluppo nella storia sociale nella regione di Lingnan dalla società primitiva alla società feudale. |
|      | Antiche iscrizioni idrologiche di Baiheliang | Distretto di Fuling | Culturale (5341; iii, iv)                   | 28/03/2008 | Baiheliang ("Cresta della gru bianca") si trova nel mezzo del fiume Changjiang. Il nome deriva dalle gru che in passato si raccoglievano sul costone di pietra lungo 1600 m e largo circa 25 m, approssimativamente parallelo alla sponda sud. È sommerso dall'acqua tutto l'anno e compare solo durante la stagione di magra in inverno. Il costone di pietra ha una superficie di arenaria leucocratica piuttosto piatta con un'obliquità di 14,5° verso nord. Grazie al gran numero di incisioni subacquee, alla lunga storia, ai registri autentici e dettagliati del livello dell'acqua, al ricco contenuto delle iscrizioni, alle forme diversificate e alla perfetta integrazione con il fiume e l'ambiente, Baiheliang è considerata un'autentica meraviglia sommersa. |
|      | Villaggi di nazionalità Miao nel sud-est della provincia di Guizhou: villaggi di nazionalità Miao ai piedi del monte Leigong nei monti Miao Ling | Contea di Congjiang, Contea di Jianhe, Contea di Leishan, Contea di Taijiang                                                                     | Culturale (5344; i, iv, v, vi)              | 28/03/2008 | Essendo una delle numerose nazionalità che vivono nel sud-ovest della Cina, i Miao hanno una tradizione culturale unica. L'area di Leigongshan nella prefettura autonoma miao e dong di Qiandongnan è densamente popolata dal popolo Miao, punteggiato da oltre 200 villaggi Miao, di cui 21 che sono stati inclusi nella candidatura. Distribuiti su alte creste e montagne imponenti o nelle profondità delle foreste, questi antichi villaggi razionalmente disposti riflettono il modo tradizionale di produzione e lo stile di vita del popolo Miao, la loro forma abitativa e i cambiamenti della loro società. Mostrano anche il corso dell'evoluzione della loro cultura e il rapporto tra il loro ambiente naturale e l'insediamento umano. |
|      | Pozzi karez | Prefettura di Turpan | Culturale (5347; i, iv, v)                  | 28/03/2008 | I pozzi karez nell'area di Turfan sono in totale oltre 1100, di cui 538 si trovano nella città di Turfan, 418 a Shanshan e 180 a Toksun. Il volume annuo di deflusso di questi pozzi karez ammonta a 294 milioni di metri cubi, che rappresentano il 30% del totale delle aree irrigate nell'area di Turfan. La lunghezza dei pozzi karez varia con l'ambiente geografico. Un pozzo karez è generalmente costituito da quattro parti: il canale aperto, il canale sotterraneo, il pozzo verticale e il piccolo serbatoio. |
|      | Progetto di espansione delle Tombe imperiali delle dinastie Ming e Qing: Tombe del re Lujian | Distretto di Fengquan | Culturale (5351; ii, iii, iv, vi)           | 28/03/2008 | Come registrato nel Mausoleo di re Lujian costruito su ordine imperiale, la tomba del re fu completata nell'ottavo mese del 43º anno di regno di Wanli durante la dinastia Ming (1615), da cui si può dedurre che la tomba della seconda moglie fu costruita nel 30º anno di regno di Wanli (1602). Il mausoleo fu ben protetto da funzionari militari e civili dal suo completamento fino alla caduta della dinastia Ming nel 1644. Continuò ad essere protetto all'inizio della dinastia Qing, dopo che il governo emise l'ordine di proteggere le dimore dei re di Zheng, Lu e Zhao nel terzo anno del regno di Shunzhi (1646). |
|      | Quattro montagne sacre della Cina come estensione del Monte Tai | Contea di Hengshan, Contea di Hunyuan, Contea di Quyang, Dengfeng, Huayin                                                                        | Misto (5353; i, ii, iii, iv, vi, vii, viii) | 07/04/2008 | La candidatura è un'estensione del patrimonio mondiale culturale e naturale del monte Taishan. I quattro siti candidati sono: il monte Heng meridionale, il monte Hua a occidente, il monte Song al centro e il monte Heng settentrionale. I "Cinque Monti Sacri" sono stati venerati per oltre tremila anni fin dal Neolitico per la loro posizione geografica unica e la maestosità della altitudine relativa. L'offerta di sacrifici ai Cinque Monti Sacri si svolgeva per mostrare i successi degli imperatori a tutto il popolo e i Cinque Monti Sacri erano considerati i confini del loro regno. Pertanto, i Cinque Monti Sacri simboleggiano l'unificazione del territorio nell'era della civiltà agricola cinese. |
|      | Deserto del Taklamakan - Foreste di Populus euphratica | Xinjiang | Naturale (5532; viii, ix, x)                | 29/01/2010 | Il patrimonio candidato coinvolge un segmento del corso medio del fiume Tarim lungo il quale la foresta di pioppi dell'Eufrate è la più alta e fitta e mostra la minore interferenza umana. L'area del sito è abbastanza grande da comprendere un'ampia varietà di processi ecologici vitali, in particolare perché la popolazione nel sito nominato è ridotta e gli esseri umani non hanno ancora un grande impatto sull'ecosistema naturale. I pioppi risalgono al Terziario e, pertanto, sono considerati dai botanici fossili viventi di specie antiche. Il sito comprende la Riserva naturale nazionale del Tarim dello Xinjiang e la Riserva naturale regionale della Foresta di Populus euphratica. |
|      | Altaj cinese | Prefettura di Altay | Naturale (5533; vii, viii, ix)              | 29/01/2010 | L'Altaj cinese è il versante sud del segmento mediano dei Monti Altaj che si estende per circa 500 km e occupa un terzo della lunghezza totale della catena. Le due componenti candidate rappresentano entrambe, ma in maniera diversa, il carattere naturale e l'ecosistema del versante sud dei Monti Altaj. La Riserva naturale nazionale di Kanas è il più grande sito di glaciazione e la più bella regione panoramica delle montagne dell'Altaj. La Riserva naturale delle sorgenti dei due fiumi dell'Altaj presenta la tipica forma rocciosa granitica dei monti Altaj e include anche la sorgente del fiume Ergis. |
|      | Karakorum-Pamir | Contea autonoma tagica di Tashkurgan | Naturale (5535; viii, x)                    | 29/01/2010 | Il sito candidato contiene le vette più alte del Pamir, che ne incarnano bene i processi tettonici e l'intero eccezionale valore geologico. Il sito comprende anche ghiacciai di alta montagna arida e vulcani di fango, una cintura paesaggistica naturale dell'altopiano, sistemi ecologici e habitat per piante e animali in via di estinzione. Ci sono vaste aree che non sono mai state interessate da attività umane. L'area designata si compone della Riserva naturale delle zone umide del Pamir e della Riserva naturale di Taxkorgan. |
|      | Strutture in legno della dinastia Liao - Pagoda di legno della contea di Yingxian, sala principale del monastero Fengguo della contea di Yixian | Contea di Yi, Contea di Ying | Culturale (5803; i, iii, iv)                | 29/01/2013 | La Pagoda di legno del tempio Fogong e la sala principale del monastero Fengguo sono entrambe importanti strutture in legno nello stile tipico della dinastia Liao. Costruita nel 1056, la Pagoda in legno, risalente a 957 anni fa, è la più antica struttura a più piani in legno del mondo, e con i suoi 67,31 m di altezza e nove piani è anche il più alto. La sala principale del monastero Fengguo fu costruita nel 1020. La sala di 993 anni ha nove campate nel lato della facciata (47,6 m) e cinque campate di profondità (25,13 m). L'edificio alto 24 m è la struttura buddista in legno meglio conservata e più grande in Cina. Le due strutture rappresentano i risultati eccezionali nella progettazione e costruzione di strutture in legno dell'antica Cina. |
|      | Siti della Cultura di Hongshan: siti archeologici di Niuheliang, Hongshanhou e Weijiawopu | Distretto di Hongshan, Contea di Jianping | Culturale (5804; i, iii, iv)                | 29/01/2013 | I siti archeologici di Niuheliang, Hongshanhou e Weijiawopu, che potrebbero risalire a 6000-5000 anni fa, sono importanti siti rappresentativi della cultura di Hongshan. Il sito archeologico di Niuheliang, risalente a 5500-5000 anni fa, era un centro funerario e sacrificale nel tardo periodo Hongshan. Rispetto ad altri siti del tardo Hongshan finora conosciuti, vanta la migliore conservazione, la più ricca varietà di resti e il maggior numero di reliquie culturali portate alla luce. I siti archeologici di Hongshanhou e Weijiawopu, risalenti a 6000-5500 anni fa, erano entrambi insediamenti residenziali. Mentre Weijiawopu possiede il maggior numero di strutture residenziali, il sito di Hongshanhou è il luogo da cui prende il nome la cultura di Hongshan. |
|      | Sito dell'antico forno per la porcellana in Cina | Cixi, Longquan | Culturale (5806; ii, iii, iv)               | 29/01/2013 | Il sito dell'antico forno per la porcellana in Cina comprende una serie di siti rappresentativi di antiche fornaci per la produzione di celadon dal I al XVII secolo. Si trovano nello Zhejiang, un'area in cui si concentra la produzione di celadon, con i siti di forni Yue presso il lago Shanglin e i siti di forni di Longquan presso Dayao come due quintessenza. La scala colossale e i numerosi resti storici dei siti confermano l'invenzione e il lignaggio dell'antica tradizione del celadon della Cina. |
|      | Sanfang Qixiang | Distretto di Gulou | Culturale (5808; iii, iv)                   | 29/01/2013 | Sanfang Qixiang, il quartiere storico delle Tre Vie e dei Sette Vicoli, si trova a Fuzhou. Si trova tra la Zicheng (la cerchia più piccola di mura cittadine) costruita durante la dinastia Jìn (III-IV secolo d.C.) e la Luocheng (la cerchia più ampia di mura cittadine) costruita durante la dinastia Tang (VII-X secolo d.C.). Sanfang Qixiang costituisce un'area relativamente indipendente della città e ha mantenuto il suo tradizionale tessuto urbano di vicoli modellati durante le dinastie Jìn e Tang. |
|      | Villaggi Dong | Contea autonoma dong di Sanjiang, Contea autonoma dong di Tongdao, Contea di Congjiang, Contea di Liping, Contea di Rongjiang, Contea di Suining | Culturale (5813; iii, iv, v)                | 29/01/2013 | I villaggi Dong candidati si trovano in sei contee di tre province e sono costituiti da 20 villaggi, che costituiscono gli insediamenti in cui le tradizioni culturali Dong sono state meglio conservate. I villaggi Dong variano per le loro regioni di distribuzione, eco-ambienti, clan, paesaggi e caratteristiche culturali, e costituiscono organicamente un sistema di valori culturali completo, distinto dagli altri paesaggi culturali di villaggio o agricoli. |
|      | Canale Lingqu | Contea di Xing'an | Culturale (5814; i, iv, vi)                 | 29/01/2013 | Il canale Lingqu, noto anche come canale Dou o canale Xing'an collega il fiume Xiang e il fiume Li, unendo il bacino del fiume Yangtze e il bacino del fiume delle Perle. La sua lunghezza complessiva è di 36,4 km attraverso le città di Xing'an, Yan'guan, Rongjiang e Xiang'li. Dopo che l'Impero Qin unificò la Cina, Shi Lu fu incaricato dall'imperatore Qinshihuang di costruire un canale per il trasporto del grano. Completato nel 214 a.C., il canale è in servizio da oltre 2000 anni come principale via di trasporto d'acqua tra il Lingnan (gli odierni Guangdong e Guangxi) e la Cina centrale fino al completamento della ferrovia Yuehan e della ferrovia Xianggui in tempi moderni. |
|      | Costruzioni diaolou e villaggi per i gruppi etnici tibetani e Qiang | Barkam, Contea di Danba, Contea di Daofu, Contea di Jinchuan, Contea di Li, Contea di Mao, Contea di Wenchuan, Kangding                          | Culturale (5815; i, ii, iii, iv, v)         | 29/01/2013 | Gli edifici e i villaggi diaolou per i gruppi etnici tibetani e Qiang si trovano nelle valli alpine a est dell'altopiano del Qinghai-Tibet e comprendono 225 edifici diaolou e 15 villaggi distribuiti nella parte superiore del fiume Dadu e del fiume Min nei Monti Hengduan. Gli edifici diaolou sono alcune alte torri di avvistamento per lo più costruite in pietra, con solo poche costruite in mattoni nelle aree in cui vivono i Qiang. |
|      | Siti archeologici dell'antico stato di Shu: sito presso Jinsha e tombe congiunte di bare a forma di barca nella città di Chengdu, provincia del Sichuan; sito di Sanxingdui nella città di Guanghan, provincia di Sichuan XXIX-V secolo a.C. | Distretto di Qingyang, Guanghan | Culturale (5816; i, ii, iii, v)             | 29/01/2013 | I siti archeologici dell'antico stato di Shu sono eccezionali esempi di civiltà dell'età del bronzo in Cina, in Asia orientale e persino nel mondo. I siti archeologici candidati sono costituiti dal sito di Sanxingdui, dal sito di Jinsha e dalla Grande Tomba sulla via commerciale Shangye e dal loro ambiente naturale in un'area totale di 611,3 ettari. |
|      | Yardang dello Xinjiang | Xinjiang | Naturale (5989; vii, viii)                  | 30/01/2015 | La Cina è uno dei paesi al mondo in cui si concentrano numerosi yardang, in una vasta area di circa 20 000 km². Gli yardang più tipici sono particolarmente concentrati nei bacini dello Xinjiang e del Qaidam nel Qinghai. In Xinjiang, situato nell'entroterra del continente euroasiatico, piogge scarse e vento abbondante hanno favorito lo sviluppo di oltre 6 000 km² di yardang. Il bacino di Hami, il bacino di Lop Nur e il bacino di Junggar sono i principali luoghi in cui si distribuiscono gli yardang nello Xinjiang, esempi eccezionali di queste formazioni geologiche in un clima temperato continentale e nel deserto della regione estremamente arida dell'Asia centrale. |
|      | Yardang di Dunhuang | Contea di Guazhou, Contea di Ruoqiang, Dunhuang                                                                                                  | Naturale (5990; vii, viii)                  | 30/01/2015 | Il bacino al medio e basso corso del fiume Shule e Lop Nur si trova nella regione estremamente arida del triangolo del continente euroasiatico, una delle regioni più aride del mondo. Le precipitazioni annuali sono inferiori a 50 mm e il clima è caratterizzato da vento abbondante e frequenti tempeste di sabbia/polvere. Il sito candidato comprende gli yardang di Bulongji e Qiaowan nella contea di Guazhou, quelli di Beihu e il Geoparco degli yardang di Dunhuang nella città-contea di Dunhuang, gli yardang di Loulan, Longcheng e Bailongdui nel bacino settentrionale e nord-orientale di Lop Nur. |
|      | Monte Tianzhu | Qianshan | Misto (5992; ii, iii, v, vi, vii, viii)     | 30/01/2015 | Tianzhushan presenta sia un piacevole ambiente ecologico che una profonda cultura storica: offre un vasto paesaggio montuoso, costellato di cime granitiche e grotte, cascate e sorgenti, lungo la zona di faglia Tan-Lu. Tianzhushan ha un ricco patrimonio geologico con fossili di mammiferi e una cintura metamorfica di eclogite ad altissima pressione (UHP). Tianzhushan è la culla della cultura Hui. La cultura di Xuejiagang scoperta nel sito di Xuejiagang è l'unica cultura neolitica nell'Anhui. Il tempio di Sanzu ha uno status e un'influenza estremamente importanti nella cultura religiosa di Tianzhushan. |
|      | Monti Jinggang-Wuyishan settentrionali (estensione del Monte Wuyi) | Contea di Yanling, Contea di Yanshan, Jinggangshan                                                                                               | Misto (5993; iii, vi, vii, x)               | 30/01/2015 | Jinggangshan-Wuyishan settentrionali e il sito già riconosciuto del Monte Wuyi appartengono alla stessa unità geotettonica, alla stessa regione geografica fisica e alla stessa cultura generale, ma sono diversi l'uno dall'altro in termini di geografie fisiche, ecosistemi montani, biodiversità, paesaggi naturali e cultura locale. Insieme rappresentano in maniera più completa un sistema ecologico montano intatto, con gli habitat di flora e fauna e la cultura locale. La parte del patrimonio culturale della proprietà nominata comprende l'Accademia Ehu, il sito di Baikoucheng, le rovine degli studiosi di filosofia nelle dinastie Ming e Qing (comprese le architetture e le tombe dell'accademia di Jinggangshan). |
|      | Shudao | Bazhong, Dazhou, Deyang, Guangyuan, Mianyang, Nanchong                                                                                           | Misto (5994; ii, iii, iv, vi, vii, x)       | 30/01/2015 | Situata a sud dei monti Daba e Qinling, il Shudao, l'antico sistema stradale che collega la Cina centrale alla regione montuosa del sud-ovest da oltre 2300 anni, è caratterizzato dai suoi meravigliosi sentieri che serpeggiano tra le ripide montagne del Sichuan settentrionale. Il sistema di percorsi, insieme a una varietà di città storiche, templi del taoismo e del buddismo e altre reliquie culturali, sono profondamente radicati nei magnifici paesaggi collinari circostanti che ospitano anche una straordinaria biodiversità, che comprende esemplari rari di panda gigante, takin e monal della Cina, panda rosso e salamandra gigante. |
|      | Aree di interesse paesaggistico e storico di Tulin-Guge | Contea di Zanda | Misto (5995; ii, iii, v, vi, vii, viii)     | 30/01/2015 | La proprietà candidata mostra suoli di diverse tonalità, struttura e composizione fisica, tra cui vi è una grande quantità di fossili, che presentano prove dirette o indirette dell'antica evoluzione ambientale dell'altopiano del Qinghai-Tibet. Dal punto di vista culturale, l'area intorno a Tulin-Guge ha visto lo sviluppo della civiltà Guge, con rovine di palazzi e grotte come importanti testimonianze giunte fino a noi. Il regno di Guge era il regno più influente tra tutti i governi locali del Tibet dopo la fine della dinastia Tubo. |
|      | Sezione cinese delle Vie della Seta | 63 componenti | Culturale (6093; i, ii, iii, iv, v, vi)     | 22/02/2016 | La sezione cinese delle Vie della Seta comprende la rotta terrestre e la rotta marittima. La Via terrestre è l'antica rotta commerciale che parte dall'antica Chang'an, l'odierna città di Xi'an, centro della politica, dell'economia e della cultura dell'antica Cina, collegandola con l'Asia, l'Africa e l'Europa. La rotta marittima delle vie della seta è la rotta commerciale marittima che collegava l'est e l'ovest, sfruttando i monsoni, le correnti oceaniche e le tecnologie di navigazione tradizionali. Geograficamente il patrimonio culturale della Via marittima delle Vie della Seta in Cina era distribuito lungo le coste ed è particolarmente rappresentato dalle città portuali come Guangzhou, Quanzhou, Ningbo e Nanchino. |
|      | Monte Guancen-Monte Luya | Contea di Ningwu | Naturale (6184; vii, ix)                    | 28/02/2017 | La regione montuosa del Guanqin presenta una topografia e una geomorfologia complesse, tra cui l'area montuosa, l'area collinare del loess e la morfologia fluviale. Il monte Luya si trova nella zona di transizione tra praterie temperate, boschi e arbusti, latifoglie temperate e foreste miste, praterie e arbusti montani, e anche al punto di attraversamento biogeologico della regione della Mongolia Interna-Xinjiang, altopiano del Loess, pianura della Cina settentrionale e l'area Qinghai-tibetana. |
|      | Paesaggio di Hulunbuir e luogo di nascita di un’antica minoranza | Hulunbuir | Misto (6185; iii, vii, ix, x)               | 28/02/2017 | La parte naturale della proprietà è composta da 6 componenti: la riserva naturale di Hanma, la riserva naturale di Ergun il parco delle zone umide di Ergun e l'area panoramica di Ergun, la riserva naturale del lago Hulun, la riserva naturale di Huihe e la riserva naturale di Honghuaerji Zhangzisong, la zona forestale settentrionale di Ergun, includendo i tre diversi ecosistemi di foresta, zona umida e prateria. Gli Xianbei facevano parte dei Donghu, una delle tre importanti minoranze nazionali cinesi del nord, e il loro sviluppo ha avuto un impatto significativo sul processo di formazione della civiltà cinese e globale. I monumenti degli Xianbei nella prefettura di Hulun Buir includono i siti rupestri di Gaxian, le tombe di Zhalai Nuoer, le tombe di Labradlin, le tombe di Ihoulah, le tombe di Qika, le prime tombe di Chu Lumeng Bei e le prime tombe di Meng Gen Chu Wula costruite tra il 100 a.C. e il 100 d.C.. |
|      | Lago Qinghai | Contea di Gangca, Contea di Gonghe, Contea di Haiyan                                                                                             | Naturale (6186; vii, ix, x)                 | 28/02/2017 | Il sito candidato si trova completamente all'interno del Parco nazionale del Lago Qinghai, in coincidenza con la Riserva naturale nazionale del Lago Qinghai. Il lago Qinghai è una zona umida salina interna di importanza internazionale: presenta il più grande bacino endoreico di un lago salato. L'enorme corpo idrico e il sistema idrico circostante hanno dato vita al vasto e unico ecosistema delle zone umide interne dell'altopiano, fornendo l'habitat ideale per molti animali selvatici. |
|      | Area paesaggistica e storica delle Montagne e dei Laghi sacri | Contea di Burang | Misto (6187; iii, v, vi, vii, viii, x)      | 28/02/2017 | 'Due picchi appollaiati a nord e a sud, due laghi che si riflettono a est e a ovest': una frase che descrive le caratteristiche paesaggistiche naturali di base del sito, comprendente un'unità geomorfologica abbastanza compatta di 'due montagne con due laghi in mezzo', formando un paesaggio unico composto da ghiacciai, laghi, zone umide e praterie. "Due montagne" indica la Montagna Sacra di Gang Rinpoche (6 638 m) e il Picco della Dea di Naimona'nyi (7 694 m), e "due laghi" si riferisce al Lago Sacro di Manasarovar e al Lago Fantasma di Lhanag-tso. Questo ambiente naturale unico ha generato religioni e culture particolari e ricche. |
|      | Monti Taihang | Changzhi, Contea di Xiuwu, Contea di Zanhuang, Jiyuan                                                                                            | Misto (6188; iii, vii, viii, x)             | 28/02/2017 | I monti Taihang, rappresentati dall'eccezionale formazione di Zhangshiyan, ha cime imponenti, gole profonde, cascate continue, grotte uniche. L'insieme di paesaggio ecologico peculiare, fenomeni meteorologici nelle quattro stagioni e bei colori ha ispirato una speciale tipologia di dipinti con montagne e fiumi nello snodo di due importanti altipiani della Cina. Il sito candidato è composto di diverse parti: il Parco geologico nazionale/Parco nazionale/Riserva naturale provinciale di Zhangshiyan, il Parco forestale nazionale di Huangyadong, il Parco nazionale del monte Wangwu e il Parco nazionale del monte Yuntai. |
|      | Paesaggio della vegetazione verticale e paesaggio vulcanico nel Changbai Shan | Baishan, Prefettura autonoma coreana di Yanbian                                                                                                  | Naturale (6190; vii, viii, ix, x)           | 28/02/2017 | Il sito candidato è un tipico vulcano a lungo dormiente in cui chiaramente interagiscono morfologia lavica vulcanica, idrografia, morfologia carsica e morfologia glaciale e periglaciale. Nel frattempo, la montagna Changbai è un museo naturale e una gigantesca riserva genica, che raccoglie una grande varietà di tipi climatici e tipi di comunità biologiche, come la zona temperata e la zona temperata fredda e la zona subartica. La sua cintura paesaggistica di vegetazione verticale raccoglie più ecosistemi, specie biologiche e morfologie tipiche all'interno di un'area geografica limitata rispetto a qualsiasi altra proprietà simile. |
|      | Costa del Golfo di Bohai e del Mar Giallo della Cina | 14 componenti in Hebei, Jiangsu, Liaoning, Shandong                                                                                              | Naturale (6555; vii, viii, ix, x)           | 28/02/2017 | La costa del Golfo di Bohai e del Mar Giallo va dall'estuario del fiume Yalu a nord all'estuario del fiume Yangtze a sud. Lungo la costa si distribuiscono habitat naturali come delta, banchi di sabbia, distese fangose, coste rocciose, isole, canneti e creste di conchiglie, nonché paesaggi culturali come saline, stagni peschieri e risaie. I sedimenti e le sostanze nutritive vengono continuamente scaricati dal fiume Giallo, dal fiume Yangtze e da altri fiumi tra cui il Liao, il Luan e il Hai. Il processo dinamico di accumulo dei sedimenti continua ancora a modellare il paesaggio geologico e l'ecosistema del Golfo di Bohai e del Mar Giallo, rendendo la loro costa una delle più variegate e fertili del mondo, un habitat chiave per gli uccelli migratori. |
|      | Siti dei forni imperiali di Jingdezhen | Distretto di Zhushan | Culturale (6265; ii, iii, iv)               | 05/09/2017 | La componente principale è il sito dei forni imperiali, dove si cuocevano, producevano e servivano porcellane per la famiglia imperiale durante le dinastie Ming e Qing. Comprende officine per la cottura della porcellana e rovine di forni, nonché abbondanti pezzi di porcellana delle dinastie Ming e Qing depositati sottoterra. Esistono anche diversi siti di fornaci civili così come altri importanti resti di fornaci che mostrano l'origine tecnica delle fornaci imperiali. I siti delle fornaci imperiali di Jingdezhen includono anche siti di estrazione e lavorazione di materie prime per la produzione di porcellane, sale delle corporazioni delle associazioni di categoria, moli per il trasporto fluviale e altre reliquie culturali, che sono legate alla produzione e al trasporto di porcellane. |
|      | Area paesaggistica di Huangguoshu | Contea autonoma Buyei e Miao di Zhenning | Misto (6380; v, vii, viii)                  | 30/01/2019 | Il sito candidato è costituito da tre componenti: i punti panoramici di Huangguoshu, Getuhe e Tunpu. Il punto panoramico di Huangguoshu riflette l'interazione tra la cultura Buyi e l'ambiente carsico, che è un eccezionale esempio di come il popolo Buyi utilizzi le risorse naturali tradizionali; questo punto panoramico presenta diverse meraviglie naturali: gruppi di cascate, costellazioni di laghi e cime elevate. Il punto panoramico di Getuhe è il sito più completo della cultura Miao, variegata e unica al mondo; esso ospita quasi tutti i tipi di paesaggi carsici, incluse numerose grotte. Il punto panoramico di Tunpu, dominato dalla cultura Tunpu che ha trovato modi diversi di connettersi col mondo esterno, combina villaggi, architetture, costumi, pratiche teatrali, credenze religiose e lo scenario naturale nel suo insieme, formando un'area paesaggistica caratteristica.                                          |
|      | Siti di fossili triassici del Guizhou | Contea autonoma Buyei e Miao di Guanling, Panzhou, Xingyi                                                                                        | Naturale (6380; viii)                       | 30/01/2019 | Il sito candidato è costituito da quattro componenti: la fauna di Panxian, la fauna di Xingyi-Wusha, la fauna di Xingyi-Dingxiao e il biota di Guanling, che coprono un totale di 82,43 km². I siti di fossili del triassico del Guizhou comprendono una serie di Lagerstätte composti da fossili del primo Mesozoico ricchi, completi e ben conservati, inclusi rettili marini, pesci, crinoidi, ammonoidi, bivalvi, brachiopodi e artropodi. |
|      | Foresta pluviale tropicale di Hainan e insiediamento tradizionale del gruppo etnico Li | Hainan | Misto (6582; iii, v, x)                     | 19/01/2022 | Il sito designato, situato nella parte centro-meridionale dell'isola di Hainan, è un santuario per numerose specie endemiche e in pericolo di estinzione a livello globale, nonché il luogo principale dove il popolo Li vive da generazioni e ha stabilito un rapporto armonioso tra l'uomo e la natura, adattato alle particolari condizioni naturali locali. |
|      | Estuario del fiume Minjiang del Fujian: l'ecotono tra le regioni biogeografiche marine e terrestri | Changle, Distretto di Mawei | Naturale (6619; x)                          | 16/08/2022 | L'estuario del fiume Minjiang costituisce una divisione biogeografica. Le zone umide e le circostanti acque al largo dell’estuario del fiume Minjiang forniscono un habitat chiave per una grande varietà di specie a rischio di estinzione a livello globale, in particolare uccelli migratori. Grazie all'azione congiunta delle forze naturali e delle attività umane negli ultimi millenni, le zone umide e le aree al largo ospitano ancora una biodiversità ricca e unica e sono diventate la base per la sopravvivenza di vari uccelli migratori, di grandi animali marini che migrano al largo nel Pacifico nord-occidentale e delle comunità tradizionali di pescatori e agricoltori che vivono nelle zone costiere. |